# Casa Bonaventura Marcet
La Casa Bonaventura Marcet és un edifici del centre de Terrassa (Vallès Occidental) situat al carrer de Sant Pere, protegit com a bé cultural d'interès local.

## Descripció
Es tracta d'un edifici entre mitgeres de planta baixa i dos pisos. Les parets són arrebossades imitant pedra buixardada a les zones angulars i carreus a la resta. La façana presenta una composició simètrica, amb balconades de ferro als pisos superiors que marquen l'eix de simetria.
És un edifici molt senzill en la seva concepció. És un exemple més de l'arquitectura eclèctica esteticista desenvolupada a Terrassa durant la segona meitat del segle xix.